# سرکار
سرکار در ارتش جمهوری اسلامی ایران اولین لقب نظامی و خطابه جمعی پرسنل نظامی کادر و سربازان است. این لقب شامل درجه دارانی است که درجه آنها روی بازو نصب می‌گردد که شامل درجات:سرباز سوم، سرباز دوم، سرباز یکم، سرجوخه، گروهبان سوم، گروهبان دوم، گروهبان یکم، استوار دوم و استوار یکم می‌شود.